# Elefante (banda de Uruguay)
Elefante es una banda de rock uruguayo surgida a mediados de la década de 1990. Está integrada actualmente por Stella Maris en voz, Federico Rebollo en batería, Harry en Bajo, Sabra en guitarra y Maneco en guitarra y samplers.
La banda surgió a fines de los noventa fusionando  hip-hop, nu metal y electrónica. Elefante siempre fue una banda under del circuito montevideano.

## Historia
Elefante tomo vida en septiembre de 1996. En su inicio ensayaban con dos baterías y dos vocalistas ya que los primeros meses integraba la banda Selectorchico, con el paso del tiempo ya en 1997 la banda quedó definida con Stella Maris en voz, Harry en bajo, Bestia en guitarra, Choniuk (batería de Plátano Macho por ese entonces) en samples y Elale (exintegrante de Zero) en batería.
Su debut oficial fue en junio de 1997 en el boliche "El Cielo", después le siguieron otros, entre los cuales se destacan los de "Perdidos".
En 1999 se edita su debut Elefante 1, un disco doble (el primero en la historia del rock uruguayo) editado por Koala Records. De este disco se destacaron "Ultraseven" y "Escorpiana" con gran difusión radial.
A fines de ese mismo año participan junto a otros grupos nacionales y extranjeros del "Rock de Acá II" en el Teatro de Verano, experiencia que los enfrenta por primera vez a un público numeroso. 
En el año 2000, Elale deja el grupo y Choniuk deja los samples para pasar a la batería, e ingresa Maneco (exintegrante de The Supersónicos), incorporando la segunda guitarra y haciéndose cargo de los samples. Esta es la formación que dentro de un Bazar (lo que da nombre al futuro disco) de Gral Flores y Garibaldi, propiedad de la madre de Bestia, compuso, ensayo, grabó y mezcló su siguiente disco.
Se presentan con esta formación por primera vez en W Lounge, brindando un show que con muy buenas críticas.
En el año 2001, entre enero y septiembre graban su segundo disco "Bazar" también de Koala Records demostró que en la música de Uruguay, los límites precisos de estilos, no existen.
Para el 2002 nuevamente por el sello Koala Records lanzan "Forma", un disco multimedia para llevar a sus fanes, el sonido de la banda en formato electrónico y material adicional. La sección de "Forma" contenía canciones remixadas por los integrantes de Elefante y un tema nuevo: "Goestrance". Y la sección interactiva contenía remixes de su disco "Bazar" realizados por Dj´s y productores destacados por esos días por ejemplo: Loopez, Cooptrol, Daniel Anselmi, HC Cerdo, TK90, La Teja Pride, Selectorchico, Listening Comprehention, entre otros, además de material adicional, gráfico y en vídeo. 
A principios de 2003, Harry comienza a mezclar un disco en vivo de Elefante brindado en el ciclo de "La X en Vivo" en la Sala Zitarrosa en 2002, con la proyección de editarlo al próximo año.
En agosto de 2003 tocan en el boliche "El Piso", show que se convertiría en el último ya que luego de problemas internos la banda se disuelve, quedando trunca la edición de su disco en vivo el cual ya habían terminado de mezclar. 
Tras la separación Stella, Maneco y Harry forman la banda Rendher en 2003, Bestia por aquel entonces ya integraba las filas de Loopez, pero en el 2004 junto a Choniuk y Juan Casanova forman la banda Assimo.
Luego de la separación de Rendher en 2007, Maneco se sumó a la banda Coral, Stella Maris se sumaría a este proyecto en el año 2010. Maneco deja la banda en el 2011. Por su parte Harry en el 2008 formó la banda de heavy metal Cinc.  
Tras más de 10 años de separación, Elefante se reúne nuevamente en el 2014 con tres de sus antiguos integrantes (Stella Maris, Harry y Maneco) y la incorporación de Jhonny B Gore en guitarra líder y Albana Barrocas en la batería (ambos exintegrantes de Coral).
Su primer recital tras la larga separación se llevó a cabo el 16 de abril de 2015 en la Sala Zitarrosa bajo el título de "luego de 12 años" con una gran respuesta del público.
Luego del regreso de abril le siguió la presentación en Bluzz Live el 17 de julio de 2015 con la sala llena repitiendo un repertorio al igual que en su show anterior basado en los discos "Elefante 1" y "Bazar".
En octubre de 2015 el sello discográfico Bizarro Records lanza al mercado el disco "Elefante" que recopila sus mejores canciones de sus álbumes editados a la fecha. El disco fue presentado oficialmente en La Trastienda de Montevideo el 9 de octubre.
El 26 de noviembre de 2015 en el Bar Tabaré presentan su formato acústico en trío con Stella Maris en voz, Harry en bajo y Maneco en guitarra y samplers. También se presentan el 9 de diciembre en formato trío acústico despidiendo el año.
El 25 de febrero de 2016 se presenta con su formato trío.
Con este nuevo formato le siguen las presentaciones el 30 de marzo y el 23 de abril en el clandestino bar.

## Formación
| - Voz: Stella Maris (1996-2003, 2014-presente) - Bajo: Harry (1996-2003, 2014-presente) - Guitarra y samples: Maneco (2000-2003, 2014-presente) - Guitarra: Sabra (2018-presente) - Batería: Federico Rebollo Silva (2018-presente) | - Voz: Selectorchico (1996-1997) - Batería: Alejandro Gerolmini (1996-2000) - Guitarra: Bestia (1996-2003) - Batería y samples: Choniuk (1996-2003) - Guitarra: Jhonny B Gore (2014-2016) - Guitarra: Sebastian Laurito (2016) - Batería: Albana Barrocas (2014-2018) |

## Discografía

### Álbum de estudio
- 1999, Elefante 1 (Koala Records).
- 2001, Bazar (Koala Records).
- 2018, Detrás de los muros (Independiente).

### Álbum de recopilaciones y remixes
- 2002, Forma (Koala Records)
- 2003, Elefante en vivo (Independiente, formato digital)
- 2015, Elefante (Bizarro Records)